# Dolná Seč
Dolná Seč – wieś (obec) na Słowacji położona w kraju nitrzańskim, w powiecie Levice. Pierwsze wzmianki o miejscowości pochodzą z roku 1310.
Według danych z dnia 31 grudnia 2012, wieś zamieszkiwało 440 osób, w tym 214 kobiet i 226 mężczyzn.
W 2001 roku rozkład populacji względem narodowości i przynależności etnicznej wyglądał następująco:
- Słowacy – 85,45%
- Czesi – 0,47%
- Romowie – 2,58%
- Węgrzy – 7,51%

Ze względu na wyznawaną religię struktura mieszkańców kształtowała się w 2001 roku następująco:
- Katolicy rzymscy – 25,35%
- Grekokatolicy – 0,94%
- Ewangelicy – 26,53%
- Prawosławni – 0,23%
- Ateiści – 15,02%
- Przedstawiciele innych wyznań – 0,23%
- Nie podano – 3,76%